# 逢沢まひる
逢沢 まひる（あいざわ まひる、1994年3月2日 - ）は、日本の元グラビアアイドル、元ライブアイドルである。東京都板橋区出身。

## 人物
幼稚園から高等学校まで15年間キリスト教のミッションスクールに通い、小学校から大学まで16年間女子校育ち。
2016年3月、女子美術大学芸術学部美術学科芸術表象専攻卒業。
カメラ女子でCanon女子。

## 経歴
- 2012年3月、代官山駅のホームにてシャンティプロダクションのスカウトを受け、数週間後に所属。
- 2013年2月、シャンティプロダクションからアミティープロモーションへ移籍。
- 2013年、TSUTAYAプリンセス2014のオーディションに参加、グランプリ受賞。
- 2014年6月、新宿眼科画廊にて個展「idolol」開催。
- 2015年3月31日、ミスアクション2015のオーディションをファイナルまで進むも、母親の介護のため無期限活動休止。
- 2016年1月、フリーランスで復活。
- 2016年11月、ナカノFにて展覧会「PP展」主催。
- 2017年2月、主催のような形でソロライブデビュー。
- 2017年4月、アンチアイドルアイドルユニット「Ref」を結成。
- 2017年7月「Ref」として大阪遠征ライブ。
- 2018年2月28日、逢沢まひる生前葬・生誕祭の予約特典の手記にて、逢沢まひる及びRefとしての活動終了を発表。

## 受賞歴
- TSUTAYAプリンセス2014グランプリ[2]
- ミスアクション2015ファイナリスト

## 作品

### DVD
- 『まひるのヒメゴト〜酒とビキニとカメラと私〜』グラッソ

### CD
- 「ポートレートパレード/処女信仰/メガネブタ」　自主作成
- 「憮然regret/プリンセスシンドローム/処女信仰（にゃんにゃんver.）」　自主制作（2018.1.6限定版）
- 「憮然regret/プリンセスシンドローム/処女信仰（Refver.）」　自主制作
- 「FINAL SEX」　自主作成（2018.2.27生誕祭限定版）

## 出演
- ニコニコ生放送「盛りガール選手権」レギュラー[3]

## 展覧会
- 「idolol」[4]
2014年6月13日-18日
- 新宿眼科画廊
自身が撮った写真、自身を仕事で撮られた写真、大学の課題で作ったファインアートを展示。地下アイドルの文化を風刺する作品などをテーマとし、展覧会のタイトルを「idol」と「lol」を合わせた造語にした。
- 「PP展」[5]
2017年11月19日-27日
- ナカノF
ParallelPossibility展。写真、衣装、フィギュアを展示。「もしなれるものになれるとしたら、何になってみたかったか」を擬似的に叶えてみようという主旨で、モデル、衣装、メイク、フィギュア担当を招き、逢沢本人はカメラ、モデル、総合プロデュースを務めた。